# Perils of the Royal Mounted
Perils of the Royal Mounted é um seriado estadunidense de 1942, gênero aventura, dirigido por James W. Horne, em 15 capítulos, estrelado por Robert Kellard e Nell O'Day. Foi produzido e distribuído pela Columbia Pictures, e veiculou nos cinemas estadunidenses a partir de 29 de maio de 1942.
Foi o 18º dos 57 seriados produzidos pela Columbia Pictures, e foi o último filme dirigido por James W. Horne, que morreria em 29 de junho de 1942, um mês após a estreia do seriado.

## Sinopse
Este seriado mostra como o posto de troca de Sitkawan, no Canadá, é tomado de surpresa sob um ataque de tribo indígena que massacram os colonos a bordo de um vagão de trem. Sargento MacLane, da Real Polícia Montada do Canadá, é designado para investigar o caso. MacLane logo percebe que os atacantes eram liderados por Mort Ransome, um renegado desagradável, que conspirara com Black Bear, pajé da tribo, para incitar a tribo para seu próprio ganho. Ele também descobre que dois renegados brancos seqüestraram Diana Blake e a salva de um vagão desgovernado antes de cair em um penhasco. Perils of a Royal Mounted também apresenta elementos estereotipados do gênero, incluindo caçadores, lenhadores, postos comerciais, rebeldes, incêndios florestais, avalanches e uma grande variedade de animais selvagens perigosos.

## Elenco
- Robert Kellard … Sgt. Mack MacLane, RCMP (creditado como Robert Stevens)
- Nell O'Day … Diane Blake
- Kenneth MacDonald … Mort Ransome
- Herbert Rawlinson … Richard Winton
- John Elliott … Factor J. L. Blake
- Richard Fiske … Constable Brady
- Forrest Taylor … Preacher Hinsdale
- George Chesebro … Gaspard
- Jack Ingram ... Baptiste
- I. Stanford Jolley … Pierre
- Al Ferguson … Mike
- Charles King … Curly
- Bud Osborne … Jake
- Tom London … Gaynor
- Kermit Maynard … Constable Collins
- Kenneth Harlan ... John Craig [Cps.10-11]

## Capítulos
1. The Totum Talks
2. The Night Raiders
3. The Water God's Revenge
4. Beware, the Vigilantes
5. The Masked Mountie
6. Underwater Gold
7. Bridge to the Sky
8. Lost in the Mine
9. Into the Trap
10. Betrayed by Law
11. Blazing Beacons
12. The Mounties' Last Chance
13. Painted White Man
14. Burned at the Stake
15. The Mountie Gets His Man

Fonte:

## Outras versões
- O seriado foi lançado na América Latina em março de 1943, sob o título Los Valientes de la Guardia.[4]